# Globidrillia
Globidrillia là một chi ốc biển, là động vật thân mềm chân bụng sống ở biển trong họ Drilliidae.

## Các loài
Các loài thuộc chi Globidrillia bao gồm:
- Globidrillia ferminiana (Dall, 1919)[2]
- Globidrillia hemphillii (Stearns, 1871)[3]
- Globidrillia micans (Hinds, 1843)[4]
- Globidrillia paucistriata (Smith E. A., 1888)[5]
- Globidrillia smirna (Dall, 1881)[6]
- Globidrillia strohbeeni (Hertlein & Strong, 1951)[7]